# StxLadder
StxLadder es un entorno de desarrollo integrado (IDE, por sus siglas en inglés)
utilizado para programar dispositivos industriales del tipo PLC (Controlador Lógico Programable) mediante lenguaje Ladder, lenguaje Pawn o una combinación de ambos.
El software fue desarrollado íntegramente en Argentina por Slicetex Electronics para su línea de dispositivos PLC y se distribuye gratuitamente.

## Características
El entorno de desarrollo StxLadder fue diseñado para combinar lo mejor de dos mundos, el lenguaje gráfico Ladder y el lenguaje escrito Pawn.
El lenguaje gráfico Ladder, de amplio uso en entornos industriales, permite crear lógicas de control utilizando símbolos eléctricos y componentes gráficos, requiriendo mínimos o nulos conocimientos de programación.
El lenguaje escrito Pawn, es un lenguaje de programación de alto nivel, similar en sintaxis al lenguaje C, pero con simplificaciones fundamentales para su fácil y rápido aprendizaje, que permiten utilizar al máximo las prestaciones del PLC.
El entorno StxLadder ha sido diseñado pensando en el programador, basta con definir una variable para acceder a la misma desde un componente con un simple clic del mouse. El entorno también permite visualizar múltiples diagramas Ladder de un proyecto al mismo tiempo. 
StxLadder introduce el concepto de Eventos manejados con diagramas Ladder que permite procesar una interrupción de forma simple y natural. Y fundamentalmente, no hay limitación gráfica para el uso de componentes, pudiendo armar lógicas de control extensas.